# Costa Pacifica
O Costa Pacifica é um navio de passageiros italiano operado pela Costa Crociere e construído pelos estaleiros da Fincantieri em Gênova, Itália. É a quarta embarcação da Classe Concordia de cruzeiros depois do Costa Concordia, Costa Serena e Carnival Splendor, e seguido pelo Costa Favolosa e Costa Fascinosa. 
Foi lançado ao mar em junho de 2008 e realizou sua viagem inaugural um ano depois. Na ocasião, protagonizou uma cerimônia de batismo dupla junto ao Costa Luminosa em Gênova, na Itália.
Em 2025, recebeu o cantor Roberto Carlos para a primeira edição do cruzeiro temático "Além do Horizonte". 
Retornou ao Brasil na temporada 2024/2025, realizando cruzeiros partindo de Santos e Rio de Janeiro. Na ocasião, se tornou também o primeiro navio de cruzeiro a passar um réveillon na orla de Santos. 

## Meio Ambiente
O Costa Pacifica, assim como todos os navios da "Costa Crociere S.p.A." adota os padrões "R.I.N.A. Green Star" que o colocam como "Clean Sea" e "Clean Air". Ele adotou rígidas especificações em suas operações com o objetivo de proteger o meio ambiente, mantendo o ar e o mar limpo.

## Instalações

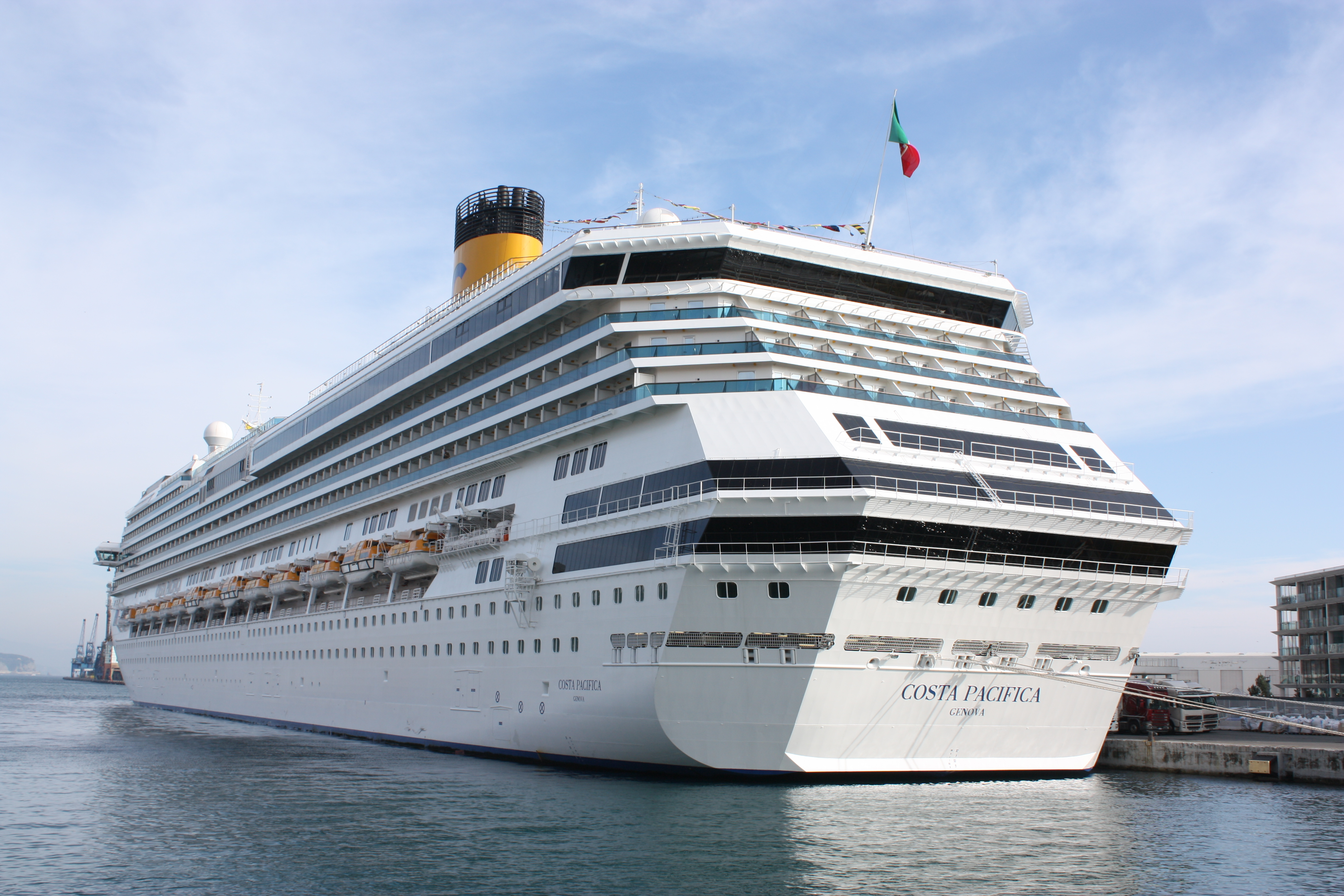
Costa Pacifica no porto de Savona em 2010.

O Pacifica é um navio de cruzeiro voltado para a diversão, desporto e descanso.
A embarcação conta com 14 decks para os passageiros. com 1.504 cabines.
Área para esportes distribuída em duas pontes, ocupa uma area total de quase 2 000 metros quadrados, com uma piscina no centro, das quatro piscinas, duas tem telhados de vidro removíveis. Uma tela de televisão gigante foi instalada junto a piscina principal. Estão disponíveis cinco hidromassagens tipo Jacuzzis.
O navio tem 13 bares com tamanhos e diferentes temas de decorações. Música e dança estão disponíveis na Fever Disco, Lido Calypso, Rhapsordy grand bar, Rick's Piano Bar, Atrium Welcome, Salão de Baile Wien Wien e Salão Around The Clock.
A bordo encontra-se também um simulador de corridas de Grande Prêmio de Formula 1 na ponte 12
As cabines estão localizadas nos conveses Notturno, Adagio, Boheme, Alhambra, Ludwig, Azzurro, Satie e Feel Good.
Originalmente contava com um estúdio de gravação musical dentro de seu teatro, batizado Stardust. Os passageiros podiam gravar CDs próprios no local, com acompanhamento de profissionais. Em 2025, a atração não estava mais disponível. 
Após reforma em 2022, passou a contar com diversos restaurantes de especialidade e novas características, incluindo um novo bar externo que traz apresentações de jazz ao entardecer. 